# I
I, i — девятая буква базового латинского алфавита. В латинском языке и современных европейских языках она называется «и» ([i]) или похоже на «и» (например, [i:], [ɪ] или [ɪ:]), но в английском алфавите она называется «ай» ([aɪ]).

## Употребление
- В системе римских цифр обозначает число 1.
- В химии I — символ иода.
- В физике I — обозначение силы тока или момента инерции.
- В математике {\displaystyle i} — обозначение мнимой единицы.
- В программировании i часто используется как индексная переменная цикла.
- В HTML тег <i> использовался для указания курсивного (англ. italic) написания.
- В нумизматике литера I служила на монетах знаком гамбургского (на германских) и лиможского (на французских) (до 1880 года) монетных дворов[1].
- Строчная i — маркетинговый ход в именовании многих программных и аппаратных продуктов корпорации «Apple»[2].
- В английском языке заглавная буква I обозначает личное местоимение 1-го лица единственного числа (рус. я).

## Происхождение
Латинская буква I происходит от греческой иоты, которая, в свою очередь, происходит от финикийской буквы йод.

## Компьютерная кодировка
- В Unicode заглавной букве I присвоен код U+0049, а строчной i — U+0069.
- В кодировке ASCII код заглавной I — 73, строчной i — 105; в двоичном представлении 01001001 и 01101001 соответственно.
- В кодировке EBCDIC код заглавной I — 201, строчной i — 137.
- В HTML и XML знаки I и i могут быть представлены соответственно как «&amp;#73;» и «&amp;#105;».

| Название по-русски: и. Код НАТО: India (/ˈindiˑɑ/, [индиа]). Азбука Морзе: ·· |                   |                                     |        |
| \| ○ \| ● \| \| ● \| ○ \| \| ○ \| ○ \| Шрифт Брайля                           | Семафорная азбука | Флаги международного свода сигналов | Амслен |
| ○                                                                             | ●                 |                                     |        |
| ●                                                                             | ○                 |                                     |        |
| ○                                                                             | ○                 |                                     |        |